# Fannia cylosternita
Fannia cylosternita är en tvåvingeart som beskrevs av Xue och Wang 1996. Fannia cylosternita ingår i släktet Fannia och familjen takdansflugor. Inga underarter finns listade i Catalogue of Life.